# 삼근왕
백제 삼근왕 부여삼근(百濟 三斤王 扶餘三斤, 465년~479년 11월)은 백제의 제23대 국왕(재위:477년 4월~479년 11월)이다. 임걸왕(壬乞王)이라고도 하며 문주왕의 맏아들이다. 《삼국유사》에는 삼걸왕(三乞王)이라고 기록되어 있다. 즉위했을 때의 나이가 13세에 불과하였으므로 좌평 해구(解仇)에게 섭정으로 국정을 위임하였다.
477년부터 479년까지 재위하는 동안 477년부터 이듬해 478년까지 해구가 섭정하였고 478년부터 479년 붕어할 때까지 진로가 섭정하였다.

## 생애
문주왕의 맏아들로, 477년 4월 부왕에 의해 태자로 책봉되었다. 같은 달, 문주왕이 병관좌평(兵官佐平) 해구(解仇)의 쿠데타에 의해 시해되자, 왕족들의 추대로 13세에 즉위하였다. 그러나 전지왕의 외척이자 세력가였던 좌평 해구(解仇)가 쿠데타를 일으켜 섭정으로 사실상의 실권을 장악하였다.
478년 봄에 좌평 해구가 은솔(恩率) 연신(燕信)과 함께 왕위를 찬탈하려고 대두성(大豆城)을 근거지로 하여 반란을 일으키자, 왕은 좌평 진남(眞男)에게 군사 2000을 주어 대두성을 공격하고 덕솔(德率) 진로(眞老)에게 군사 500명을 주어 해구를 추격해 죽이게 했다. 진남과 진로에 의해 해구의 난이 평정되었으나 왕위는 불안정하였다. 그리고 공모자인 연신이 고구려로 도주하자 연신의 3족을 멸해 거리에 매달았다.
재위 3년인 479년 봄과 여름에는 가뭄이 매우 심했고 11월에 갑자기 의문의 죽임을 당했다. 당시 해구의 반란을 토벌한 것은 한성시대(漢城時代) 이래의 또다른 귀족세력 출신인 진씨(眞氏)세력이었는데, 해구의 반란이 평정된 다음해 삼근왕이 죽은 것을 진씨세력의 정치적 변란의 결과로 보는 견해도 있다. 바로 일본에서 온 그의 종조부 혹은 삼촌인 곤지의 아들 모대가 동성왕으로 즉위했다.

## 무덤
국가유산청 국립문화유산연구원 국립부여문화유산연구소는 2025년 6월 17일 서울 중구 한국의 집에서 언론 간담회를 열고, "공주 무령왕릉과 왕릉원 1~4호분의 재조사 결과 2호분에서 화려한 금귀걸이와 함께 어금니 2점이 출토되었는데, 법의학 분석 결과 어금니가 10대 중후반의 것으로 밝혀져 당시 유일하게 10대에 사망한 백제 23대 임금 삼근왕의 무덤으로 추정하고 있다."고 발표했다.

## 가계
|  |  | 문주왕 文周王 | 문주왕 文周王 | 문주왕 文周王 | 문주왕 文周王 | 문주왕 文周王 | 문주왕 文周王 |               |  |  |  |  |  | 왕후 곽씨 王后 郭氏 | 왕후 곽씨 王后 郭氏 | 왕후 곽씨 王后 郭氏 | 왕후 곽씨 王后 郭氏 | 왕후 곽씨 王后 郭氏 | 왕후 곽씨 王后 郭氏 |
|  |  | 문주왕 文周王 | 문주왕 文周王 | 문주왕 文周王 | 문주왕 文周王 | 문주왕 文周王 | 문주왕 文周王 |               |  |  |  |  |  | 왕후 곽씨 王后 郭氏 | 왕후 곽씨 王后 郭氏 | 왕후 곽씨 王后 郭氏 | 왕후 곽씨 王后 郭氏 | 왕후 곽씨 王后 郭氏 | 왕후 곽씨 王后 郭氏 |
|  |  |               |               |               |               |               |               |               |  |  |  |  |  |                     |                     |                     |                     |                     |                     |
|  |  |               |               |               |               |               |               | 삼근왕 三斤王 |  |  |  |  |  |                     |                     |                     |                     |                     |                     |

## 같이 보기
- 신라
  - 자비 마립간(458년 - 479년)
- 고구려
  - 장수왕(413년 - 491년)
- 가야
  - 질지왕(451년~491년)
- 왜
  - 유랴쿠 천황(457년~479년)